# マナグア県
マナグア県（マナグアけん、Departamento de Managua）は、ニカラグア西部の県である。北西部にレオン県、北東部にマタガルパ県、東部にボアコ県、南部にグラナダ県、マサヤ県、カラソ県と接している。南西部には太平洋を臨む。県の中央をニカラグア第二の湖マナグア湖を抱える。パンアメリカンハイウェイが南北を貫き、マナグア市とチナンデガ県のプエルト・モラサンとを結ぶ鉄道が通る。面積3,672km2、人口1,380,300人（2005年）、県都は首都でもあるマナグアで、ニカラグア最大の都市である。

## 隣接する県
- レオン県
- マタガルパ県
- ボアコ県
- グラナダ県
- マサヤ県
- カラソ県

## 下位行政区画
1. Ciudad Sandino
2. El Crucero
3. マナグア
4. Mateare
5. San Francisco Libre
6. San Rafael del Sur
7. Ticuantepe
8. ティピタパ
9. Villa El Carmen